# Badistica ornata
Badistica ornata är en insektsart som beskrevs av Bolívar, I. 1905. Badistica ornata ingår i släktet Badistica och familjen gräshoppor. Inga underarter finns listade i Catalogue of Life.